# Siga liris
Siga liris là một loài bướm đêm trong họ Crambidae.